# Malaspinaglaciären
Malaspinaglaciären i sydöstra Alaska är den största piedmontglaciären i världen. Belägen i spetsen av Alaskahalvön, är den ca 65 km bred och 45 km lång, med en yta på cirka 3900 km 2. Den är uppkallad efter Alessandro Malaspina, en italiensk forskningsresande i tjänst hos den spanska marinen, som besökte regionen 1791. År 1874 gav William Healey Dall, inom det som nu är nationella geodetiska granskningen USA, området namnet "Malaspinaplatån", utan att då känna till dess verkliga geologiska karaktär.
Glaciären börjar där flera dalglaciärer, främst Sewardglaciären och Agassizglaciären, rinner ut från Saint Elias-bergen på den kustnära slätten mot Alaskagolfen mellan Icy Bay och Yakutat Bay. Även om den fyller slätten, når den ingenstans fram till havsvattnet och räknas därför inte som en tidvattenglaciär.
Malaspinaglaciären är på sina ställen upp till 600 meter tjock räknat från nivån av dess botten, som bedöms vara så mycket som 300 meter under havsytan. Det finns två sjöar vid dess utkanter: Oily Lake i nordväst, vid foten av Samovar Hills mellan Agassiz- och Sewardglaciärerna, och Malaspinasjön i sydost, intill Yakutat Bay.
Radardata och flygbilder som går tillbaka till 1972 visar att Malaspina-Seward glaciärsystemet förlorat omkring 20 m av sin tjocklek mellan 1980 och 2000.
Nästan hela glaciären omges av den sydöstra grenen av Wrangell-St. Elias National Park and Preserve  och i oktober 1969, blev glaciären nationellt naturreservat.